# Курьер на Восток
«Курье́р на Восто́к» — кинобоевик режиссёров Александра Басаты и Мурата Джусойты. Художественный руководитель Станислав Говорухин.

## Сюжет
Конец перестройки. Два друга-детдомовца: Артур Терский и Алан Терский. Артур — лучший наркокурьер одной мафиозной группировки. Алан  — преподаватель детской секции по борьбе. В секции Алана происходит несчастье — один из мальчиков ломает позвоночник, в результате чего финансирование секции Алана прекращается. У мафии тоже проблемы: новый следователь из Москвы Коротков «копает» под «Майора» — одного из главарей группировки (майора милиции Баркова). Для того чтобы усыпить бдительность следователя, «Доктор», главный мафиози, решает послать курьера в Среднюю Азию за партией наркотиков, чтобы «Майор» взял его с поличным, тем самым выгородив себя.
Изначально «Доктор» планировал послать «Заику» (Артура), но один из мафиози убеждает «Доктора» не подставлять Артура, ввиду того, что он — «суперкурьер». Решено было отправить человека со стороны. Артур предлагает поехать Алану, не подозревая о том, что это — «подстава».
Алан был взят с 9 кг опия. Ему дают 8 лет заключения и он попадает в исправительную колонию, начальник которой тоже член преступной группировки. Артур узнаёт о том, что случилось с другом, и сам отправляется «на Восток», для того, чтобы найти виновных. Мафия узнаёт об этом и убивает «непонятливого курьера» Артура, когда тот прибывает на место.
Следователь из Москвы Иван Кузьмич Коротков отказывается верить в честность «Майора» и нанимает Сослана — сотрудника спецслужб, который отправляется в колонию под видом осуждённого на помощь Алану. Сослан войдёт в доверие к Алану, который будет называть его «Дядя».
В колонии у Алана начинаются проблемы: местный «пахан» по кличке «Шерхан», работающий на начальство, пытается, опираясь на силовую поддержку других заключённых, изнасиловать новичка. Но вмешательство авторитетного «Петровича» спасает Алана. Другой «пахан» — «Гельды» — симпатизирует Алану, который получает кличку «Кавказ» и постепенно втягивается в жизнь заключённого. Вскоре поняв, кто виноват в случившемся, «Кавказ» решается бежать из колонии вместе со своими новыми друзьями: Вовчиком и «Дядей», чтобы отомстить и за себя, и за Артура, весть о гибели которого ему приходит от «Дяди»…

## В ролях
- Блу Ариаг (Эльбрус Беслекоев) — Алан Терский, «Кавказ»
- Владимир Бородин — Вовчик (озвучивает Вячеслав Баранов)
- Артур Березин — Сослан, «Дядя» (озвучивает Вадим Андреев)
- Давид Габараев — Шерхан
- Сергей Приселков — Петрович
- Александр Новиков — Артур Терский
- Игорь Богодух — майор Барков
- Нурберды Аллабердыев — Гельды
- Сапар Одаев — Акбар
- Маирбек Цихиев — Доктор
- Казбек Суанов — Ильин (озвучивает Эрнст Романов)
- Александр Казимиров — Иван Кузьмич Коротков
- Борис Кантемиров — Серёга
- Акмурат Артчиков — лейтенант
- Сосик Икоев — брат Вовчика

## Съёмочная группа
- Продюсеры: И. Звягин, О. Кондратюк
- Автор сценария: Мурат Джусойты
- Постановка: А. Басаты, М. Джусойты
- Режиссёр: Е. Немировская
- Операторы-постановщики: В. Панков, В. Соколов-Александров
- Художник-постановщик: В. Евсиков
- Композитор: И. Кантюков
- Художественный руководитель: С. Говорухин
- Директор картины А.Кононов
- Замдиректор картины О. Костина
- В.Анисимов
- Администраторы
- В.Ерёменко
- Художник по реквизиту О.Корнева